# ایزابل باسونگ
جین ایزابل مارگریت باسونگ (به انگلیسی: Jeanne Isabelle Marguerite Bassong) (متولد ۹ فوریه ۱۹۳۷ – درگذشته ۹ نوامبر ۲۰۰۶) یک زبان‌شناس، دیپلمات و سفیر اهل کامرون بود. او به مدت ۱۷ سال نماینده کشورش در کشورهای بنلوکس (بلژیک، هلند و لوکزامبورگ) خدمت کرد..
او با نام ژان ایزابل مارگریت آکومبا موننیانگ در شهر ابولووا، واقع در منطقه جنوبی کامرون، به دنیا آمد. پدرش کارمند دولت و مادرش خانه‌دار بود. او تحصیلات متوسطه خود را در شهر دوالا گذراند و سپس برای ادامه تحصیل به شهر کاهور در فرانسه رفت، جایی که موفق به دریافت مدرک لیسانس در رشته علوم تجربی شد. پس از آن، تحصیلات خود را در دانشگاه سوربن پاریس پی گرفت و در آنجا مدرک لیسانس و دیپلم مطالعات عالی در رشته زبان‌شناسی را کسب کرد. او سپس به ایالات متحده رفت و در دانشگاه کلرادو دنور به تحصیل پرداخت و در نهایت مدرک کارشناسی ارشد خود را در رشته زبان‌شناسی دریافت کرد.
او پس از بازگشت به کامرون در سال ۱۹۶۴، به عنوان مدیر خدمات زبانی مجلس ملی کامرون منصوب شد. در فوریه ۱۹۸۴، به سمت وزیر امور خارجه در امور بهداشت عمومی برگزیده شد. او در اواخر دهه ۱۹۸۰ وارد خدمات دیپلماتیک شد و از سال ۱۹۸۹ تا ۲۰۰۶ به عنوان سفیر کامرون در بلژیک، هلند، لوکزامبورگ و جامعه اروپا خدمت کرد. او در این مدت نماینده کشورش در چندین مذاکره کلیدی بود، از جمله کنوانسیون چهارم لومه در سال ۱۹۹۰، کنوانسیون تجدیدنظر شده در سال ۱۹۹۵، و موافقتنامه کوتونو در سال ۲۰۰۰. علاوه بر این، او به عنوان وکیل کامرون در دادگاه بین‌المللی دادگستری در لاهه نیز فعالیت کرد و در جلسات طولانی مربوط به اختلافات مرزی بین کامرون و نیجریه شرکت داشت.
او همچنین یکی از اعضای حزب حاکم جنبش دموکراتیک خلق کامرون بود و به عنوان دستیار دبیر حزب در بخش مطبوعات، اطلاعات و تبلیغات فعالیت می‌کرد. او در بروکسل درگذشت و یک همسر و سه فرزند از خود به جای گذاشت. برای او دو مراسم تشییع جنازه رسمی برگزار شد: یکی در بروکسل و دیگری در یائونده، پایتخت کامرون، جایی که او به خاک سپرده شد.